# Bima Suci
Die Bima Suci ist ein Segelschulschiff der indonesischen Marine. Sie ist nach einem Helden der javanischen Mythologie benannt. Die 2017 in Dienst gestellte Bark ist als Nachfolger für die Barkentine Dewaruci vorgesehen, die aufgrund ihres hohen Alters außer Dienst gestellt werden soll. 

## Allgemeines
Das dreimastige, als Bark getakelte Schiff hat 26 Segel mit einer Gesamtsegelfläche von 3.351 Quadratmetern. Die Höhe des Hauptdecks beträgt 9,20 Meter über der Wasserlinie. Das Segelschiff hat eine Länge von 111,20 Metern (inkl. Bugspriet), eine Breite von 13,65 Metern, einen Tiefgang von 6,05 Metern und eine maximale Masthöhe von 49 Metern ab der oberen Deckfläche. Entwurf, Konstruktion, Bau und Montage der Takelage erfolgten durch die deutsche Firma Detlev Löll.
Die Bima Suci wurde am 18. September 2017 von der Freire-Werft in Vigo (Spanien) vom Stapel gelassen.

## Bilder

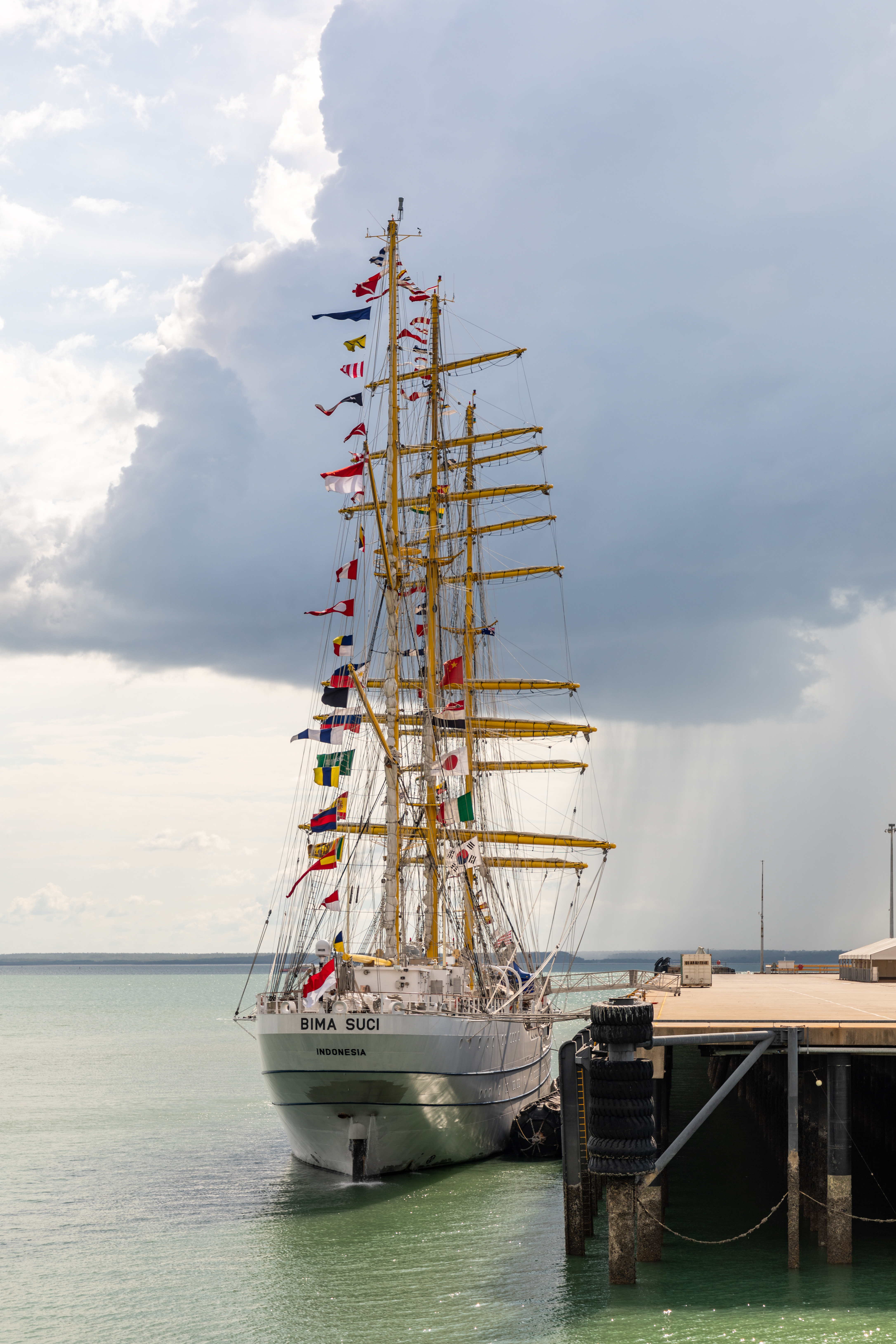
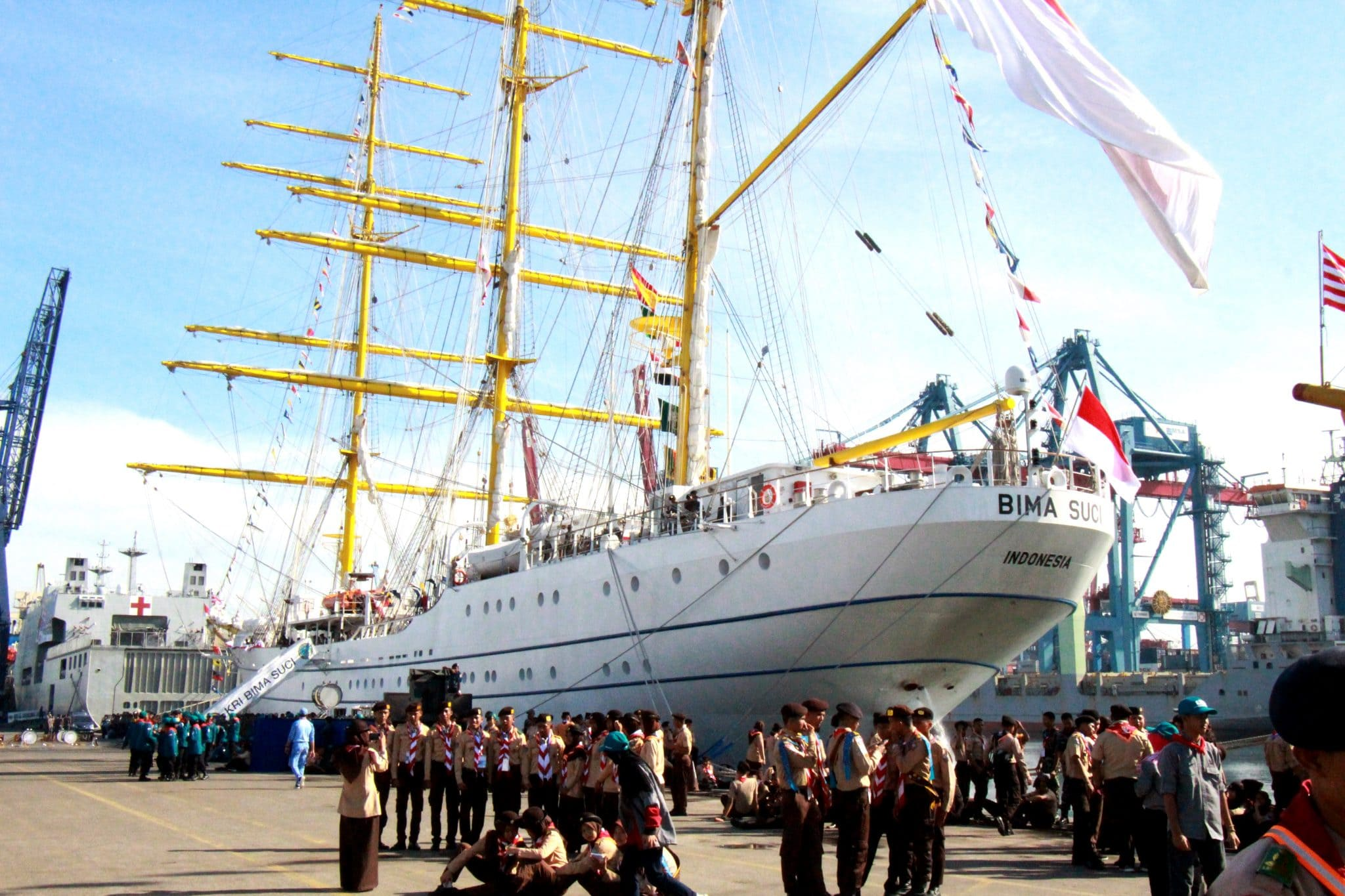
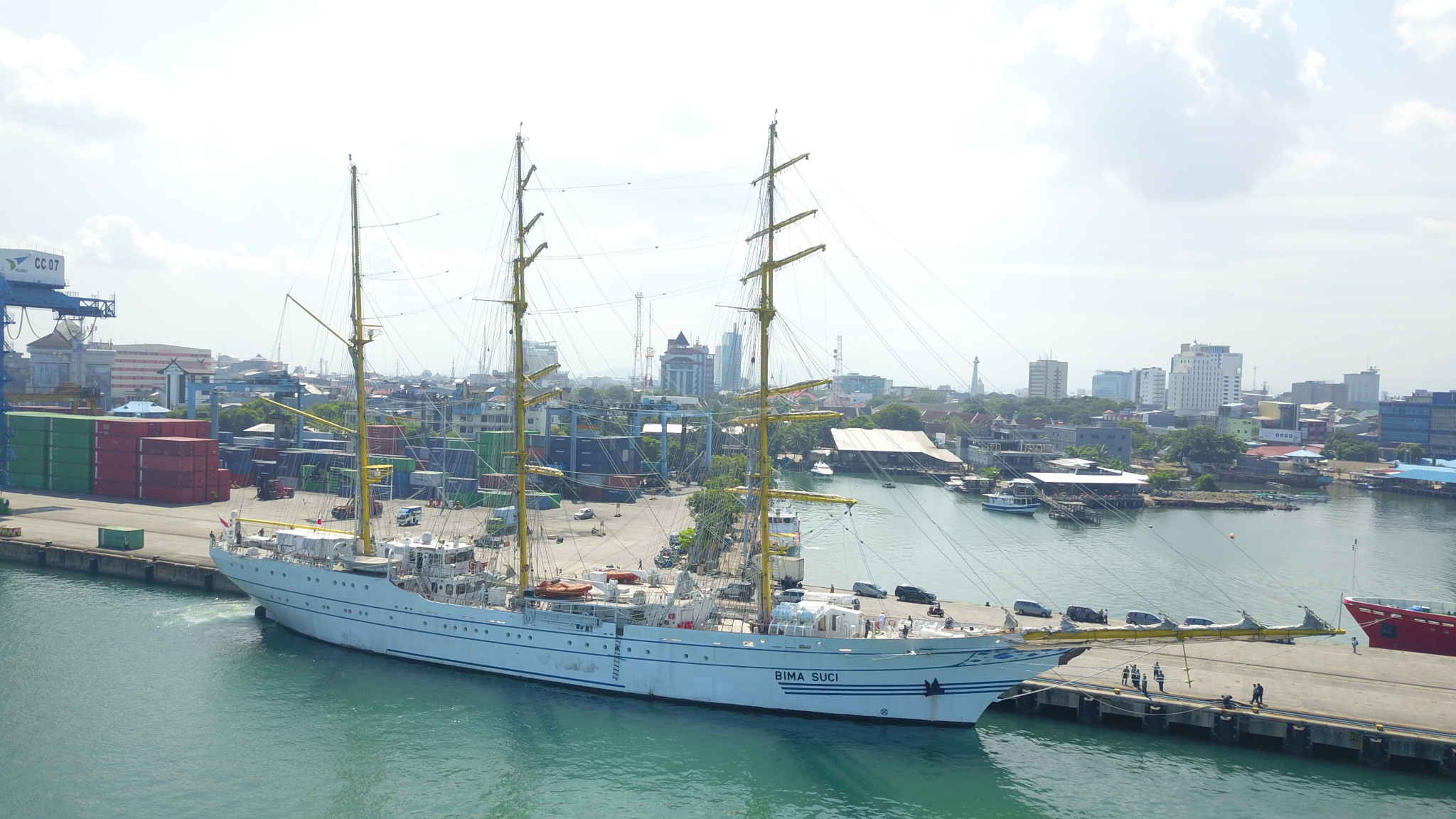